# Mount Feather
Mount Feather är ett berg i Antarktis. Det ligger i Östantarktis. Nya Zeeland gör anspråk på området. Toppen på Mount Feather är 3 010 meter över havet.
Terrängen runt Mount Feather är varierad. Mount Feather är den högsta punkten i trakten. Trakten är obefolkad. Det finns inga samhällen i närheten. 